# Hans Hermann Russack
Hans Hermann Russack (* 18. Dezember 1887 in Weißenborn; † nach 1942) war ein deutscher Kunsthistoriker.
Russack besuchte das Gymnasium in Zeitz und studierte seit 1906 an der Universität Leipzig Kunstgeschichte, Germanistik, Geschichte und Philosophie und wurde hier 1910 bei August Schmarsow mit einer Arbeit Der Begriff des Rhythmus bei den deutschen Kunsthistorikern des XIX. Jahrhunderts promoviert. Vom 1. Oktober 1912 bis zum 1. April 1913 war er Volontär-Assistent an der Öffentlichen Kunstsammlung Basel.
Nach einem mehrjährigen Aufenthalt in Griechenland publizierte er 1942 das Buch Deutsche bauen in Athen, die erste Monographie zur Stadtbaugeschichte und Architektur des klassizistischen Athen im 19. Jahrhundert.

## Veröffentlichungen
- Der Begriff des Rhythmus bei den deutschen Kunsthistorikern des XIX. Jahrhunderts. Thomas & Hubert, Weida 1910
- Zu Ollendorffs Raphael-Studien. In: Monatshefte für Kunstwissenschaft 7 (1914) S. 399–401
- mit Gerhard Ryll: Türkische Jugend in Deutschland. Jahresbericht der Schülerabteilung der Deutsch-Türkischen Vereinigung. Deutsch-Türkische Vereinigung e.V., Berlin 1918
- Byzanz und Stambul. Sagen und Legenden vom Goldenen Horn. Hugo, Berlin 1941
- Deutsche bauen in Athen.  Limpert, Berlin 1942
  - neugriechische Übersetzung: Αρχιτέκτονες της νεοκλασικής Αθήνας. Γκοβόστης, Athen o. J. ISBN 960-270-595-7